# Campeonato Mundial de Halterofilismo de 2009 - Até 85 kg masculino
A competição masculina na divisão até 85 kg foi realizada em 26 de novembro de 2009.

## Calendário
Os competidores foram divididos em três grupos:
| Dia            | Horário | Fase    |
| -------------- | ------- | ------- |
| 26 de novembro | 13:00   | Grupo C |
| 26 de novembro | 16:00   | Grupo B |
| 26 de novembro | 19:00   | Grupo A |

## Medalhistas
| Prova     | Ouro                | Ouro   | Prata                     | Prata  | Bronze                   | Bronze |
| --------- | ------------------- | ------ | ------------------------- | ------ | ------------------------ | ------ |
| Arranque  | Lu Yong (CHN)       | 175 kg | Tigran Martirossian (ARM) | 172 kg | Siarhei Lahun (BLR)      | 171 kg |
| Arremesso | Siarhei Lahun (BLR) | 209 kg | Lu Yong (CHN)             | 208 kg | Gevorik Poghossian (ARM) | 208 kg |
| Total     | Lu Yong (CHN)       | 383 kg | Siarhei Lahun (BLR)       | 380 kg | Vladimir Kuznetsov (KAZ) | 376 kg |

## Recordes
Antes desta competição, os recordes mundiais da categoria eram os seguintes:
| Recorde         | Tipo      | Atleta               | Peso   | Local      | Data                   |
| Recorde mundial | Arranque  | Andrei Ribakou (BLR) | 187 kg | Chiang Mai | 22 de setembro de 2007 |
| Recorde mundial | Arremesso | Zhang Yong (CHN)     | 218 kg | Ramat Gan  | 25 de abril de 1998    |
| Recorde mundial | Total     | Andrei Ribakou (BLR) | 394 kg | Pequim     | 15 de agosto de 2008   |

*O recorde mundial no total de Andrei Ribakou foi anulado em 2016.

## Resultados
Ref.
| Pos. | Atleta                       | Grupo | Peso (kg) | Arranque (kg) | Arranque (kg) | Arranque (kg) | Arranque (kg) | Arremesso (kg) | Arremesso (kg) | Arremesso (kg) | Arremesso (kg) | Total (kg) |
| Pos. | Atleta                       | Grupo | Peso (kg) | 1             | 2             | 3             | Pos.          | 1              | 2              | 3              | Pos.           | Total (kg) |
| ---- | ---------------------------- | ----- | --------- | ------------- | ------------- | ------------- | ------------- | -------------- | -------------- | -------------- | -------------- | ---------- |
| 1    | Lu Yong (CHN)                | A     | 84,68     | 170           | 175           | 177           | 1             | 206            | 208            | 211            | 2              | 383        |
| 2    | Siarhei Lahun (BLR)          | A     | 83,90     | 163           | 168           | 171           | 3             | 200            | 205            | 209            | 1              | 380        |
| 3    | Vladimir Kuznetsov (KAZ)     | A     | 83,93     | 165           | 170           | 172           | 5             | 200            | 202            | 206            | 4              | 376        |
| 4    | Gevorik Poghossian (ARM)     | A     | 84,85     | 162           | 166           | 168           | 7             | 201            | 208            | 211            | 3              | 374        |
| 5    | Intigam Zairov (AZE)         | A     | 84,53     | 165           | 170           | 170           | 6             | 200            | 202            | 203            | 7              | 373        |
| 6    | Adrian Zieliński (POL)       | A     | 84,94     | 167           | 171           | 173           | 4             | 197            | 201            | 206            | 8              | 372        |
| 7    | Yoelmis Hernández (CUB)      | B     | 83,93     | 153           | 158           | 162           | 8             | 195            | 201            | 205            | 5              | 367        |
| 8    | Roman Khamatshin (RUS)       | A     | 84,62     | 161           | 165           | 165           | 10            | 200            | 207            | 207            | 9              | 361        |
| 9    | Sherzodjon Yusupov (UZB)     | B     | 81,10     | 148           | 152           | 155           | 13            | 192            | 196            | 203            | 6              | 358        |
| 10   | Jadier Valladares (CUB)      | B     | 84,71     | 156           | 162           | 165           | 9             | 193            | 198            | 200            | 11             | 355        |
| 11   | Tom Schwarzbach (GER)        | B     | 84,92     | 145           | 150           | 153           | 15            | 190            | 196            | 201            | 10             | 346        |
| 12   | Kendrick Farris (USA)        | B     | 84,92     | 154           | 154           | 157           | 14            | 191            | 191            | 198            | 13             | 345        |
| 13   | Matt Bruce (USA)             | B     | 84,32     | 142           | 147           | 152           | 16            | 182            | 188            | 191            | 12             | 338        |
| 14   | Richard Tkáč (SVK)           | B     | 84,92     | 153           | 154           | 158           | 12            | 180            | 184            | 184            | 16             | 338        |
| 15   | Simplice Ribouem (AUS)       | B     | 84,62     | 146           | 151           | 151           | 17            | 180            | 187            | 195            | 14             | 333        |
| 16   | Inoýat Jumaýew (TKM)         | C     | 82,74     | 135           | 142           | 148           | 19            | 170            | 180            | 183            | 15             | 325        |
| 17   | Richie Patterson (NZL)       | C     | 84,09     | 140           | 144           | 147           | 18            | 178            | 184            | 184            | 17             | 322        |
| 18   | Paul Dumais (CAN)            | C     | 83,90     | 140           | 145           | 145           | 20            | 165            | 165            | 173            | 18             | 305        |
| 19   | Ahmed Al-Ijla (PLE)          | C     | 84,72     | 105           | 112           | 118           | 22            | 130            | 140            | 148            | 19             | 252        |
| 20   | Hansley Gaya (MRI)           | C     | 84,45     | 102           | 106           | 110           | 23            | 138            | 138            | 147            | 20             | 248        |
| 21   | Ismail Abdullah Ismail (UAE) | C     | 78,95     | 90            | 90            | 95            | 24            | 110            | 127            | 127            | 21             | 200        |
| —    | Tigran Martirossian (ARM)    | A     | 84,72     | 172           | 176           | 176           | 2             | —              | —              | —              | —              | —          |
| —    | Benjamin Hennequin (FRA)     | A     | 84,04     | 160           | 160           | 165           | 11            | 202            | 202            | 202            | —              | —          |
| —    | Majeti Fetrie (GHA)          | C     | 83,21     | 115           | 115           | 115           | 21            | 165            | 165            | 165            | —              | —          |
| —    | Mansurbek Chashemov (UZB)    | A     | 84,16     | 160           | —             | —             | —             | 200            | —              | —              | —              | —          |